# Tarentaise (Loire)
Tarentaise ist eine französische französische Gemeinde mit 509 Einwohnern (Stand: 1. Januar 2022) im Département Loire in der Region Auvergne-Rhône-Alpes. Sie gehört zum Arrondissement Saint-Étienne und zum Kanton Le Pilat. 

## Geografie
Die Gemeinde Tarentaise liegt im Regionalen Naturpark Pilat, etwa zehn Kilometer südöstlich von Saint-Étienne in der historischen Landschaft Forez am Fluss Furan. 
Umgeben wird Tarentaise von den Nachbargemeinden Saint-Étienne im Nordwesten und Norden, Le Bessat im Nordosten und Osten, Thélis-la-Combe im Südosten, La Versanne im Süden sowie Saint-Genest-Malifaux im Westen.

## Bevölkerungsentwicklung
| Jahr                       | 1962 | 1968 | 1975 | 1982 | 1990 | 1999 | 2011 | 2022 |
| -------------------------- | ---- | ---- | ---- | ---- | ---- | ---- | ---- | ---- |
| Einwohner                  | 175  | 142  | 155  | 293  | 330  | 412  | 449  | 509  |
| Quellen: Cassini und INSEE |      |      |      |      |      |      |      |      |

## Sehenswürdigkeiten

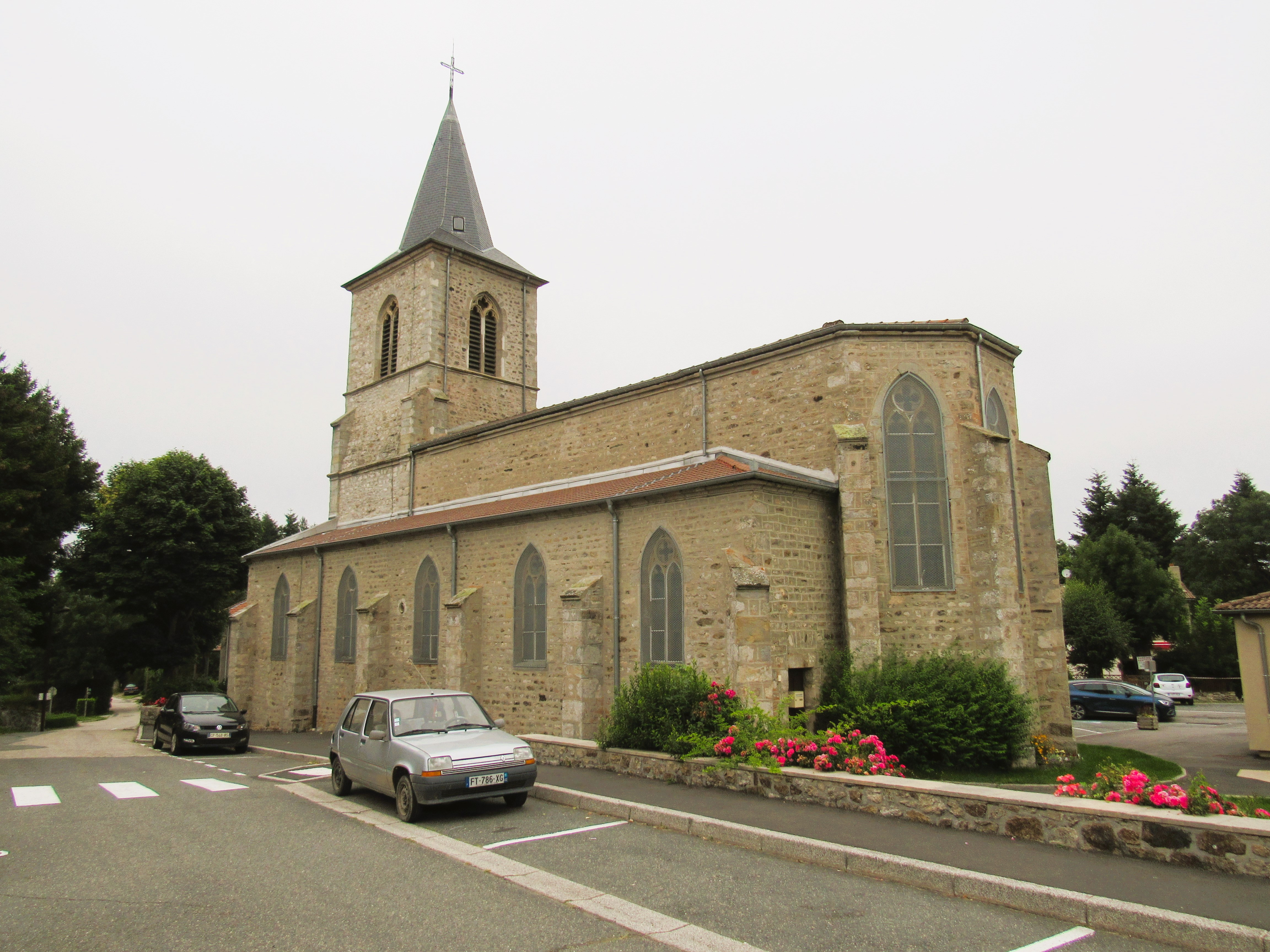
Kirche Saint-Roch

- Kirche Saint-Roch